# سليمانو حميدو
سليمانو حميدو (بالفرنسية: Souleymanou Hamidou)‏، من مواليد 22 نوفمبر 1973، لاعب كرة قدم كاميروني.
بدأ مسيرته الكروية مع نادي كوتونسبورت في عام 1999، ولعب معهم حتى عام 2000، وفي عام 2000 انتقل إلى نادي كايكور ريزسبور التركي، ولعب معهم حتى عام 2003، ومنذ عام 2003 وهو يلعب مع نادي دينزلسبور التركي.
يلعب مع منتخب الكاميرون لكرة القدم.

## مسيرته الكروية
لعب سليمانو حميدو خلال مسيرته الاحترافية مع 4 أندية في ثلاثة عشر موسمًا ولم يسجل خلالها أي هدف ضمن 269 مباراة. ولم يفز بأي موسم بالكأس أو بالدوري.
خاض سليمانو حميدو مسيرته مع نادي القطن في عامي 1999-2001 ولمدة موسمين، مشاركًا في 14 مباراة ولم يسجل أي هدف. ثم انتقل إلى نادي تشايكور ريزه سبور في موسم 2000–01 واستمر معه طيلة ثلاثة مواسم، حيث شارك في 40 مباراة ولم يسجل أي هدف أيضًا. لينتقل بعدها إلى نادي دنيزلي سبور في موسم 2003–04 ليلعب معه خمسة مواسم، مشاركًا في 126 مباراة ولم يسجل أي هدف أيضًا. ثم انتقل إلى نادي كايسري سبور في موسم 2008–09 واستمر معه طيلة ثلاثة مواسم، مشاركًا في 89 مباراة ولم يسجل أي هدف أيضًا.

## روابط خارجية
- سليمانو حميدو على موقع الاتحاد الدولي (مؤرشف)  (الإنجليزية)
- سليمانو حميدو على موقع اتحاد تركيا (لاعب) (الإنجليزية)
- سليمانو حميدو على موقع إي إس بي إن إف سي (الإنجليزية)
- سليمانو حميدو على موقع قاعدة بيانات كرة القدم.إي يو (الإنجليزية)
- سليمانو حميدو على موقع ناشيونال فوتبول تيمز (الإنجليزية)
- سليمانو حميدو على موقع Soccerway.com (الإنجليزية)
- سليمانو حميدو على موقع عالم كرة القدم.نت (الإنجليزية)
- سليمانو حميدو على موقع كووورة